# گروه ضربت مشترک ترکیبی – عملیات عزم راسخ
گروه ضربت مشترک ترکیبی – عملیات عزم راسخ (CJTF–OIR)، تشکل نظامی چندملیتی است که توسط ائتلاف بین‌المللی به رهبری آمریکا علیه داعش با هدف اعلام شده «تحقیر و نابودی» این سازمان، تأسیس شده است. این سازمان، با رهبری ارتش مرکزی ایالات متحده (ARCENT) و از نیروهای نظامی و کارکنان بیش از ۳۰ کشور تشکیل‌شده است.